# Glencree
Glencree (en irlandés: Gleann Crí)) es un valle en las montañas de Wicklow en el este de Irlanda. Es el segundo valle más cercano en las montañas a la ciudad de Dublín, siendo el primero el de Glencullen. El río Dargle fluye hacia el valle, que se eleva a una altura de unos 400 metros. El fondo del valle es el sitio donde se localiza la aldea de Enniskerry. 
La parte superior de la cañada evidencia una ruta militar, construida por el ejército británico en el siglo XIX con el fin de combatir a las guerrillas Irlandesas, donde se produjo la rebelión irlandesa de 1798. Un cuartel fue construido en Glencree, junto a la carretera en 1806. Como consecuencia del fin de las guerras napoleónicas en 1815, el edificio fue desalojado por el ejército británico.